# Monotrematum sudamericanum
Monotrematum sudamericanum és un monotrema fòssil descobert a Punta Peligro (Chubut), a la Patagònia argentina, i conegut a partir d'únicament dues dents molars inferiors i una de superior. Es tracta de l'única espècie del gènere Monotrematum i també l'única espècie de monotrema sud-americà. Fa de frontissa entre un buit de 35 milions d'anys (entre el Cretaci superior i el Paleocè inferior) i un altre de 38 milions d'anys (entre el Paleocè inferior i l'Oligocè superior) en el registre fòssil dels monotremes.
Té característiques molt similars a les del gènere Obdurodon, com les corones de les dents molars, que tenen lòbuls amb forma de ve baixa. Alguns autors consideren que s'hauria de classificar dins d'aquest gènere. En canvi, Pascual et al. classificaren Monotrematum en el seu propi gènere, tant per la diferència de mida (l'espècie sud-americana és gairebé el doble de gran que les australianes) i pel període en què visqueren (Obdurodon és de l'Oligocè i el Miocè).